# 무단 오토
무단 오토(영어: Mudan Auto, 중국어: 牡丹汽车)는 중국 장쑤성 장자강시에 본사를 둔 버스 제조업체이다.